# Consejo Económico y Social de Extremadura
El Consejo Económico y Social de Extremadura es un órgano colegiado consultivo en materia económica y social del Gobierno de la Comunidad Autónoma de Extremadura, España. Su establecimiento se determina por el artículo 47 del Estatuto de Autonomía de Extremadura, siendo creado por la Ley 3/1991, de 25 de abril sobre Creación del Consejo Económico y Social de Extremadura y se regula por el Decreto 18/1993, de 24 de febrero. Se encuentra adscrito a la Consejería de Economía y Hacienda de la Junta de Extremadura. Tiene su sede en Mérida, capital de la Comunidad Autónoma extremeña. En 2014 su Presidente era doña María Mercedes Vaquera Mosquero

## Funciones
Las funciones que se le atribuyen al Consejo Económico y Social de Extremadura, en base al artículo 5 de la Ley 3/1991, de 25 de abril, son las siguientes:
- Emitir dictámenes con carácter previo, preceptivo y no vinculante sobre:

a) Anteproyectos de ley o Proyectos de Decretos Legislativos que regulen materias económicas y sociales competencias de la Comunidad Autónoma y proyectos de Decretos que se consideren por el Gobierno tienen una especial trascendencia en la regulación de las indicadas materias y sobre los Planes y Programas que en esta materia elabore el Ejecutivo.
Se exceptúa expresamente de esta consulta el Proyecto de Ley de Presupuestos Generales de la Comunidad Autónoma.
b) Anteproyectos de ley o de otras disposiciones administrativas que afecten a la organización competencia o funcionamiento del Consejo.
c) Separación del Presidente y del Secretario General.
- Emitir dictamen en los asuntos que, con carácter facultativo, se sometan a consulta del mismo por el Gobierno regional o la Asamblea de Extremadura.
- Elaborar, a solicitud del Gobierno o por propia iniciativa, estudios o informes en el marco de los intereses que le son propios.
- Regular el régimen de organización y funcionamiento internos del Consejo.
- Elaborar y elevar anualmente al Gobierno una Memoria en la que se refleje sus consideraciones sobre la situación socioeconómica de la región.

- El Consejo, a través de su Presidente, podrá solicitar información complementaria sobre los asuntos que con carácter preceptivo o facultativo se le sometan a consulta, siempre que dicha información sea necesaria para la emisión de su dictamen.

- El Consejo deberá emitir su dictamen en el plazo que se fije por el Gobierno en la orden de remisión del expediente o en la solicitud de consulta.

## Órganos
Los miembros del Consejo Económico y Social de Extremadura tienen un mandato de cuatro años, renovable por periodos de la misma duración y no pueden desempeñar ningún cargo público. Los órganos que lo conforman son:
- Pleno: Se trata del mayor órgano de decisión y formación de la voluntad del Consejo. Entre sus funciones destacan: La elección de los miembros de los restantes órganos, así como la elaboración de la Memoria anual, del anteproyecto de presupuesto del Consejo y del Reglamento de organización y funcionamiento del Consejo.

- Comisión Permanente: Está formada por el presidente del Consejo, el Secretario y dos representantes de cada una de las partes que forman el Consejo. Existen además Comisiones de trabajo, tales como las de Presupuestos, Reglamento, Asuntos Sociales y Desarrollo Regional.

- Presidente: Será nombrado por el Consejo de Gobierno de la Junta de Extremadura, a propuesta del Consejero de Economía y Hacienda, tras la consulta a los grupos representados en el Consejo, recibiendo el apoyo de, al menos, dos tercios de los miembros del mismo. Entre sus atribuciones sobresalen:  la representación suprema del Consejo, convocar las sesiones, presidirlas y moderar el desarrollo de los debates, formular el orden del día de las reuniones y ordenar la publicación de los acuerdos del Consejo, disponer su cumplimiento y visar las actas. Su Presidente en 2014 era doña María Mercedes Vaquera Mosquero.

- Vicepresidentes: El Consejo tendrá dos Vicepresidentes elegidos por el Pleno a propuesta, cada uno de ellos, del grupo de las organizaciones sindicales y empresariales, respectivamente. En 2014 eran Vicepresidentes doña Ana Isabel González Méndez y don Manuel Pérez y Pérez.

- Secretario: es el órgano de asistencia técnica y administrativa del Consejo y el depositario de la fe pública de los acuerdos del mismo. Será nombrado y separado libremente por el Gobierno a propuesta del Consejero de Economía y Hacienda, previa consulta a los grupos de representación que integran el Consejo. Puede asistir, con voz pero sin voto, a las sesiones del Pleno y de la Comisión Permanente del Consejo.

## Composición
El Consejo Económico y Social regional estará formado por 25 miembros, incluido su Presidente, divididos en tres grupos, con 8 representantes cada uno:
Grupo Primero: Serán designados por las organizaciones sindicales que hayan obtenido la condición de más representativas, en proporción a su representatividad.
Grupo Segundo: Serán elegidos por las organizaciones empresariales que gocen de capacidad representativa, en proporción a su representatividad.
Grupo Tercero: Serán propuestos, en cada caso, por  entidades o asociaciones de la región:
- Uno correspondiente al sector agrario, designado por las organizaciones profesionales agrarias con implantación regional en el referido sector.
- Un representante del sector de la economía social, elegido por las asociaciones regionales de cooperativas y sociedades laborales.
- Un miembro que represente a los usuarios y consumidores, nombrado por las asociaciones y organizaciones del Sector.
- Un representante de la Universidad de Extremadura, designado por sus órganos de gobierno.
- Otro miembro por parte de las Cajas de Ahorros, elegido por la Federación Extremeña de Cajas de Ahorros.
- Una persona designada por el Consejo de la Juventud de Extremadura, en representación del mismo.
- Por último, 2 expertos serán nombrados por el Consejo de Gobierno de la Junta de Extremadura a propuesta del Consejero de Economía y Hacienda, entre personas con una especial preparación y reconocida experiencia, previa consulta a los grupos integrantes del Consejo.